# Halle des sports Charles-Ehrmann
La halle des sports Charles-Ehrmann est un équipement omnisports niçois, situé au sein du complexe sportif du parc des sports Charles-Ehrmann qui comprend également le stade Charles-Ehrmann.

## Présentation
D'une capacité de 1 450 places, la halle a pour équipe résidente l'OGC Nice Côte d'Azur Handball (handball féminin).
Construite dans les années 1970, elle est rénovée en 2012. La halle sert aussi à la pratique de l'athlétisme.